# 智禅寺
智禅寺（ちぜんじ）は、兵庫県淡路市草香にある高野山真言宗の寺院。山号は大廣山。本尊は大日如来。

## 歴史
当寺の創建年は不詳であるが、所蔵する大般若経には観応2年（1351年）の銘がある。
西に隣接している草香八幡神社の神宮寺であったが、明治時代になると神仏分離により草香八幡神社は当寺から独立した。

## 境内
- 本堂 - 本尊の大日如来像の他に、松久宗琳作の弁財天像や、マツコ・デラックスに似ているといわれる弁財天像などがある。
- 庫裏
- 庭園
- 書院
- 茶室
- 観音堂 - 阿弥陀三尊像や十二天絵像の他に西国三十三所観音霊場のそれぞれの札所の本尊を模した33体の観音像を祀る。
- 山門（竜宮門） - 門の上部に梵鐘が置かれている鐘楼門でもある。1984年（昭和59年）建立。

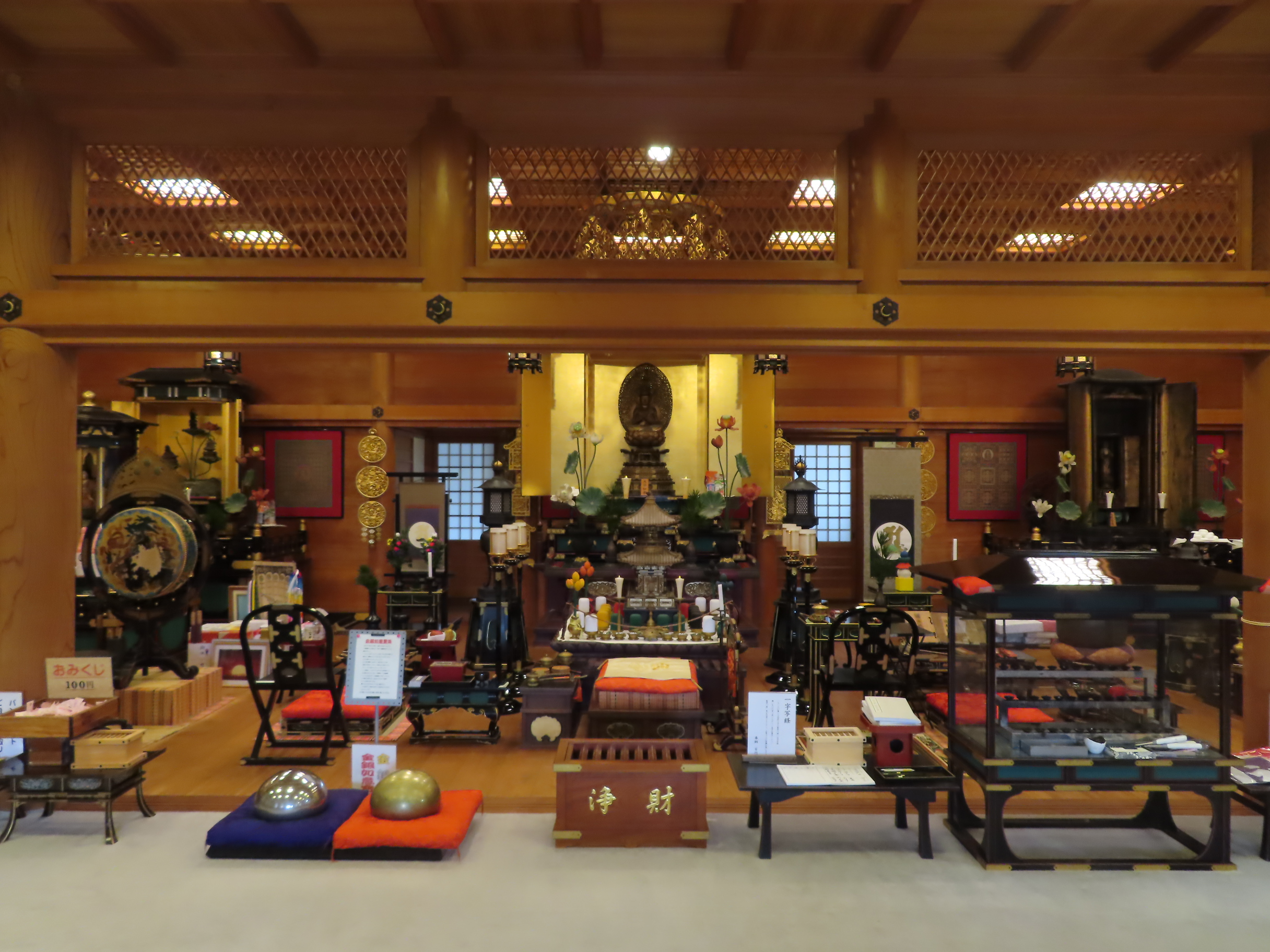
本堂内部
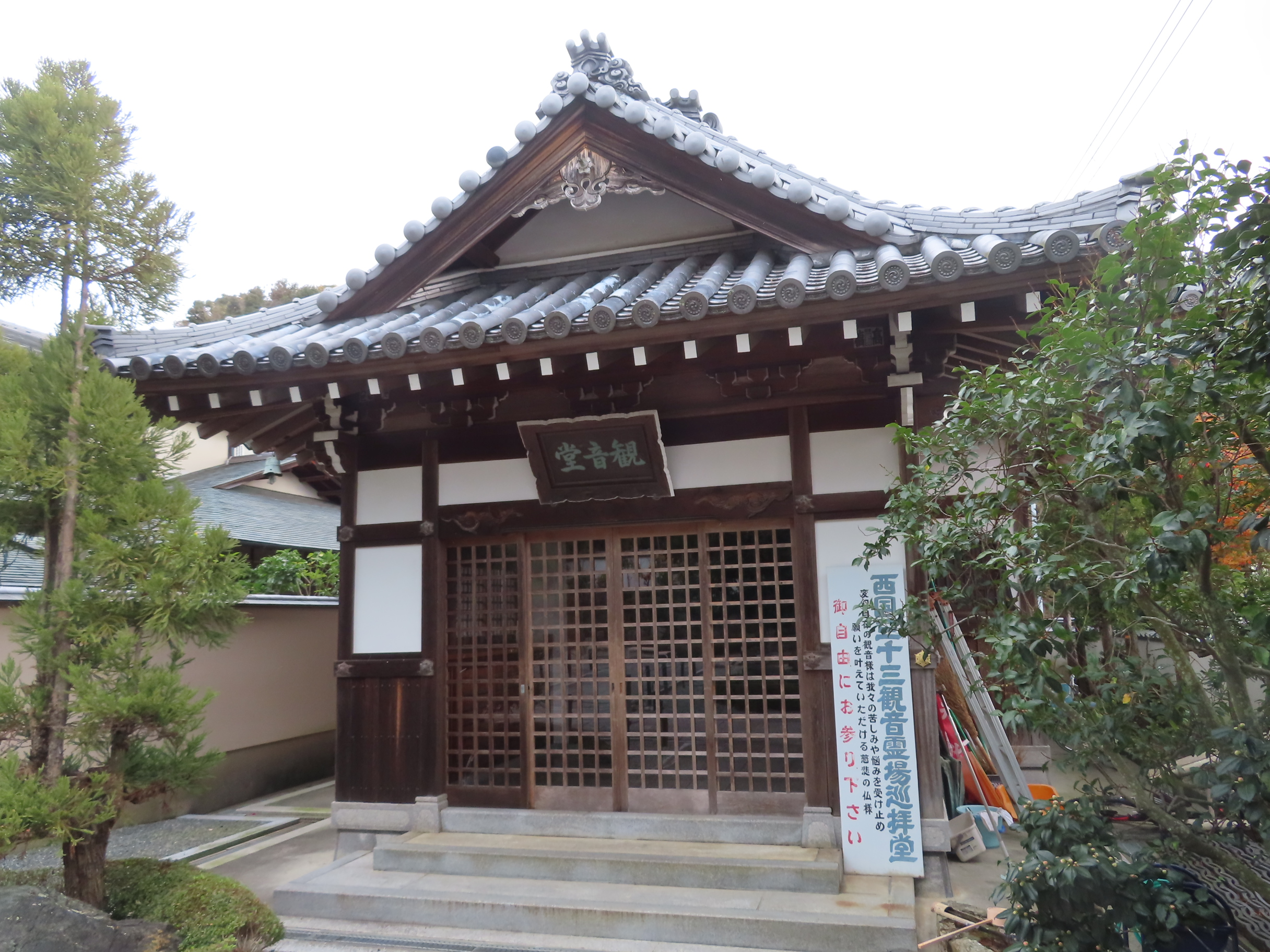
観音堂
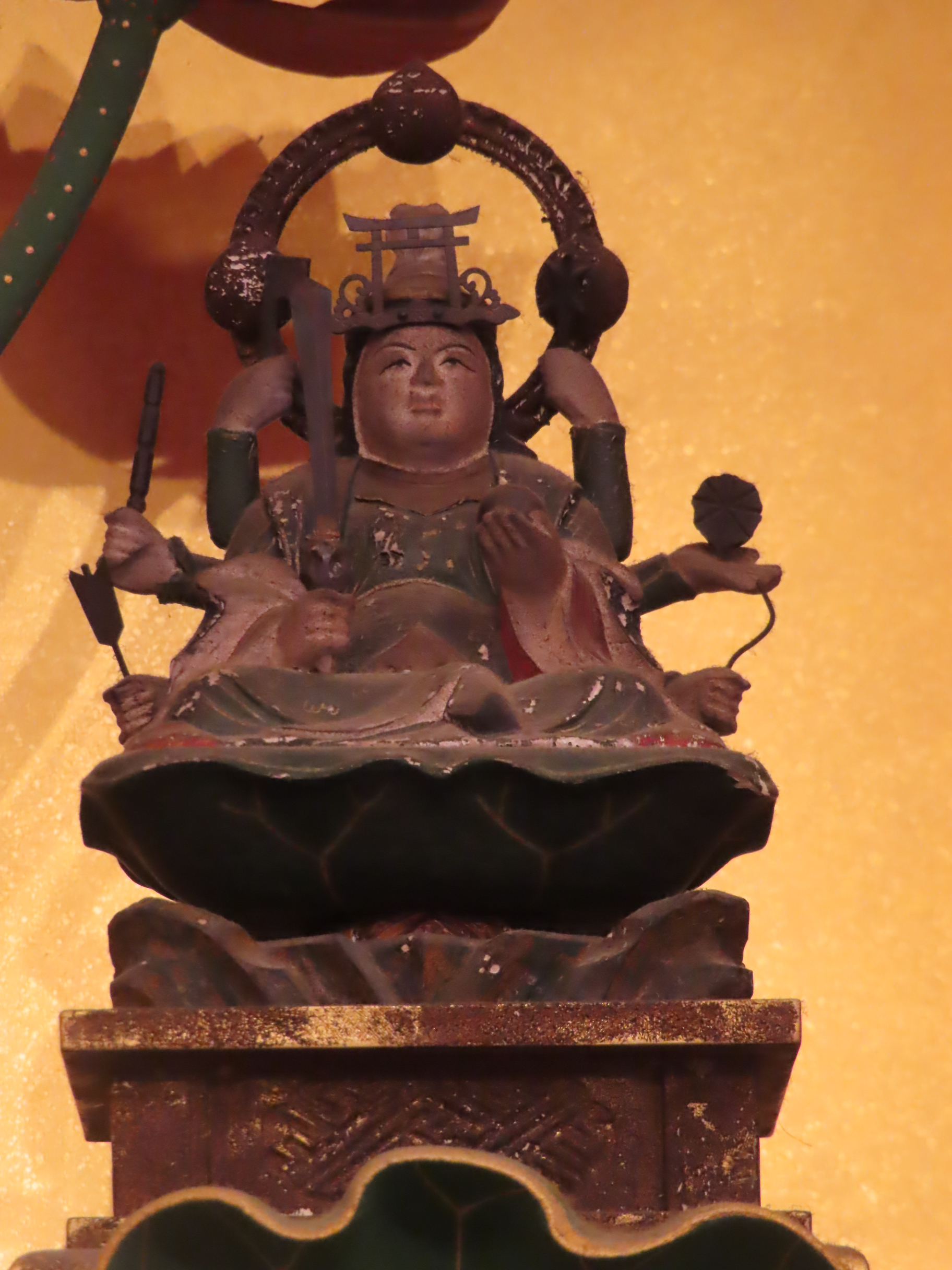
マツコ・デラックスに似ているとされる弁財天像

## 前後の札所
淡路島七福神（毘沙門天）

## 所在地
- 兵庫県淡路市草香436